# Erdmute Sofia di Sassonia
Erdmute Sofia di Sassonia (Dresda, 25 febbraio 1644 – Bayreuth, 22 giugno 1670) fu principessa di Sassonia per nascita e margravia di Brandeburgo-Bayreuth per matrimonio.
Era l'unica figlia del principe elettore Giovanni Giorgio II di Sassonia (1613-1680) e di sua moglie Maddalena Sibilla (1612-1687), figlia del margravio Cristiano di Brandeburgo-Bayreuth.
Ricevette un'attenta e completa educazione, in cui fu coinvolto il teologo e predicatore di corte Jacob Weller. All'età d'undici anni, compose inni e trattati di storia costituzionale ed ecclesiastica.
Il 29 ottobre 1662 sposò a Dresda il cugino, il margravio Cristiano Ernesto di Brandeburgo-Bayreuth (1644-1712). Il matrimonio fu molto sontuoso e per l'occasione vennero eseguite sia la commedia musicale "Sophia" di Siegmund von Birken che l'opera "Il Paride" di Giovanni Andrea Angelini Bontempi.
A Bayreuth Erdmuthe Sofia si occupò più ampiamente con studi scientifici e promosse la costituzione di un "Gruppo storico". Il suo romanzo di debutto,"Handlung von der Welt Alter, des Heiligen Römischen Reichs Ständen, und derselben Beschaffenheit", rappresenta uno dei primi lavori del secolo dei Lumi.
Morì all'età di appena 26 anni, vittima in una malattia metabolica e fu sepolta nella chiesa parrocchiale della Santissima Trinità a Bayreuth. Dal suo matrimonio con il cugino non nacque alcun figlio. Il Sophienberg di Bayreuth, edificato come suo castello tra 1663-1668, porta il suo nome.

## Ascendenza
|                                           |                                 |                                     | Genitori                         |  |  | Nonni |  |  | Bisnonni                |  |  | Trisnonni             |  |
|                                           |                                 |                                     |                                  |  |  |       |  |  | Cristiano I di Sassonia |  |  | Augusto I di Sassonia |  |
|                                           |                                 |                                     |                                  |  |  |       |  |  | Cristiano I di Sassonia |  |  | Augusto I di Sassonia |  |
|                                           |                                 | Anna di Danimarca                   |                                  |  |  |       |  |  | Cristiano I di Sassonia |  |  |                       |  |
| Giovanni Giorgio I di Sassonia            |                                 |                                     |                                  |  |  |       |  |  | Cristiano I di Sassonia |  |  |                       |  |
|                                           |                                 | Sofia di Brandeburgo                | Giovanni Giorgio di Brandeburgo  |  |  |       |  |  |                         |  |  |                       |  |
|                                           |                                 | Sofia di Brandeburgo                | Giovanni Giorgio di Brandeburgo  |  |  |       |  |  |                         |  |  |                       |  |
|                                           |                                 | Sofia di Brandeburgo                | Sabina di Brandeburgo-Ansbach    |  |  |       |  |  |                         |  |  |                       |  |
| Giovanni Giorgio II di Sassonia           |                                 | Sofia di Brandeburgo                |                                  |  |  |       |  |  |                         |  |  |                       |  |
|                                           |                                 | Alberto Federico di Prussia         | Alberto I di Prussia             |  |  |       |  |  |                         |  |  |                       |  |
|                                           |                                 | Alberto Federico di Prussia         | Alberto I di Prussia             |  |  |       |  |  |                         |  |  |                       |  |
|                                           |                                 | Alberto Federico di Prussia         | Anna Maria di Brunswick-Lüneburg |  |  |       |  |  |                         |  |  |                       |  |
| Maddalena Sibilla di Hohenzollern         |                                 | Alberto Federico di Prussia         |                                  |  |  |       |  |  |                         |  |  |                       |  |
|                                           |                                 | Maria Eleonora di Jülich-Kleve-Berg | Guglielmo di Jülich-Kleve-Berg   |  |  |       |  |  |                         |  |  |                       |  |
|                                           |                                 | Maria Eleonora di Jülich-Kleve-Berg | Guglielmo di Jülich-Kleve-Berg   |  |  |       |  |  |                         |  |  |                       |  |
|                                           |                                 | Maria Eleonora di Jülich-Kleve-Berg | Maria d'Austria                  |  |  |       |  |  |                         |  |  |                       |  |
| Erdmute Sofia di Sassonia                 |                                 | Maria Eleonora di Jülich-Kleve-Berg |                                  |  |  |       |  |  |                         |  |  |                       |  |
|                                           | Giovanni Giorgio di Brandeburgo | Gioacchino II di Brandeburgo        |                                  |  |  |       |  |  |                         |  |  |                       |  |
|                                           | Giovanni Giorgio di Brandeburgo | Gioacchino II di Brandeburgo        |                                  |  |  |       |  |  |                         |  |  |                       |  |
|                                           | Giovanni Giorgio di Brandeburgo | Maddalena di Sassonia               |                                  |  |  |       |  |  |                         |  |  |                       |  |
| Cristiano di Brandeburgo-Bayreuth         | Giovanni Giorgio di Brandeburgo |                                     |                                  |  |  |       |  |  |                         |  |  |                       |  |
|                                           |                                 | Elisabetta di Anhalt-Zerbst         | Gioacchino Ernesto di Anhalt     |  |  |       |  |  |                         |  |  |                       |  |
|                                           |                                 | Elisabetta di Anhalt-Zerbst         | Gioacchino Ernesto di Anhalt     |  |  |       |  |  |                         |  |  |                       |  |
|                                           |                                 | Elisabetta di Anhalt-Zerbst         | Agnese di Barby                  |  |  |       |  |  |                         |  |  |                       |  |
| Maddalena Sibilla di Brandeburgo-Bayreuth |                                 | Elisabetta di Anhalt-Zerbst         |                                  |  |  |       |  |  |                         |  |  |                       |  |
|                                           |                                 | Alberto Federico di Prussia         | Alberto I di Prussia             |  |  |       |  |  |                         |  |  |                       |  |
|                                           |                                 | Alberto Federico di Prussia         | Alberto I di Prussia             |  |  |       |  |  |                         |  |  |                       |  |
|                                           |                                 | Alberto Federico di Prussia         | Anna Maria di Brunswick-Lüneburg |  |  |       |  |  |                         |  |  |                       |  |
| Maria di Hohenzollern                     |                                 | Alberto Federico di Prussia         |                                  |  |  |       |  |  |                         |  |  |                       |  |
|                                           |                                 | Maria Eleonora di Jülich-Kleve-Berg | Guglielmo di Jülich-Kleve-Berg   |  |  |       |  |  |                         |  |  |                       |  |
|                                           |                                 | Maria Eleonora di Jülich-Kleve-Berg | Guglielmo di Jülich-Kleve-Berg   |  |  |       |  |  |                         |  |  |                       |  |
|                                           |                                 | Maria Eleonora di Jülich-Kleve-Berg | Maria d'Austria                  |  |  |       |  |  |                         |  |  |                       |  |
|                                           |                                 | Maria Eleonora di Jülich-Kleve-Berg |                                  |  |  |       |  |  |                         |  |  |                       |  |

## Opere
- Handlung Von der Welt Alter, Des Heiligen Römischen Reichs Ständen, und derselben Beschaffenheit, Bayreuth 1666, Leipzig2 1674;
- Sonderbare Kirchen-, Staat- und Weltsachen, Nürnberg 1676.